# Campeonato Mundial de Fórmula 1 de 1982
A Temporada de Fórmula 1 de 1982 foi a 33.ª realizada pela FIA, decorrendo entre 24 de janeiro e 26 de setembro de 1982, com dezesseis corridas. Marcou a despedida da fornecedora de pneus Avon da categoria.
As equipes Ferrari e McLaren voltaram a conseguir bons resultados na temporada 1982 de Fórmula 1. A escuderia de Maranello (Ferrari) faturou o título de construtores enquanto a equipe inglesa (McLaren) obteve o vice-campeonato.
Já o campeonato de pilotos ficou com o finlandês Keke Rosberg, da equipe Williams. Vencedor de apenas uma prova ele levou o título pela consistência de seus resultados.
Os pilotos Nelson Piquet e Carlos Reutemann, que disputaram de forma acirradíssima o campeonato do ano anterior, amargaram uma péssima temporada na qual o brasileiro Piquet com muitos abandonos devido a falhas mecânicas, ficou apenas no 11º lugar e o argentino Reutemann, onde participou em apenas duas corridas, em 15º.
No entanto, o ano foi palco de muitas tragédias dentro das pistas. O piloto canadense Gilles Villeneuve morreu durante o treino de classificação para o GP da Bélgica. Já o italiano Riccardo Paletti perdeu a vida após colidir com o carro do francês Didier Pironi no GP do Canadá. Apesar de ter sobrevivido, Pironi – que era companheiro de Villeneuve – sofreu outro acidente no GP da Alemanha onde ficou gravemente ferido e abandonou a Fórmula 1.
Sistema de pontuação – F1 1982
1º lugar – 9 pontos
2º lugar – 6 pontos
3º lugar – 4 pontos
4º lugar – 3 pontos
5º lugar – 2 pontos
6° lugar – 1 ponto

## Pilotos e Construtores[1]
| Campeão                | Vice-Campeão  | 3º Lugar              |
|                        |               |                       |
| Keke Rosberg           | Didier Pironi | John Watson           |
| Williams-Ford Cosworth | Ferrari       | McLaren-Ford Cosworth |

| Equipe                         | Construtor      | Chassis | Motor                            | Pneus | No | Piloto             | Rodadas             |
| ------------------------------ | --------------- | ------- | -------------------------------- | ----- | -- | ------------------ | ------------------- |
| Parmalat Racing Team           | Brabham-BMW     | BT50    | BMW M12/13 1.5 L4 turbo          | G     | 1  | Nelson Piquet      | 1, 5-16             |
| Parmalat Racing Team           | Brabham-BMW     | BT50    | BMW M12/13 1.5 L4 turbo          | G     | 2  | Riccardo Patrese   | 1, 5, 9-16          |
| Parmalat Racing Team           | Brabham-Ford    | BT49D   | Ford Cosworth DFV 3.0 V8         | G     | 1  | Nelson Piquet      | 2-3                 |
| Parmalat Racing Team           | Brabham-Ford    | BT49D   | Ford Cosworth DFV 3.0 V8         | G     | 2  | Riccardo Patrese   | 2, 6-8              |
| Parmalat Racing Team           | Brabham-Ford    | BT49C   | Ford Cosworth DFV 3.0 V8         | G     | 2  | Riccardo Patrese   | 3                   |
| Team Tyrrell                   | Tyrrell-Ford    | 011     | Ford Cosworth DFV 3.0 V8         | G     | 3  | Michele Alboreto   | Todas               |
| Team Tyrrell                   | Tyrrell-Ford    | 011     | Ford Cosworth DFV 3.0 V8         | G     | 4  | Slim Borgudd       | 1-3                 |
| Team Tyrrell                   | Tyrrell-Ford    | 011     | Ford Cosworth DFV 3.0 V8         | G     | 4  | Brian Henton       | 4-16                |
| TAG Williams Racing Team       | Williams-Ford   | FW07D   | Ford Cosworth DFV 3.0 V8         | G     | 5  | Carlos Reutemann   | 1-2                 |
| TAG Williams Racing Team       | Williams-Ford   | FW07D   | Ford Cosworth DFV 3.0 V8         | G     | 5  | Mario Andretti     | 3                   |
| TAG Williams Racing Team       | Williams-Ford   | FW07D   | Ford Cosworth DFV 3.0 V8         | G     | 6  | Keke Rosberg       | 1-2                 |
| TAG Williams Racing Team       | Williams-Ford   | FW07C   | Ford Cosworth DFV 3.0 V8         | G     | 6  | Keke Rosberg       | 3                   |
| TAG Williams Racing Team       | Williams-Ford   | FW08    | Ford Cosworth DFV 3.0 V8         | G     | 5  | Derek Daly         | 5-16                |
| TAG Williams Racing Team       | Williams-Ford   | FW08    | Ford Cosworth DFV 3.0 V8         | G     | 6  | Keke Rosberg       | 5-16                |
| Marlboro McLaren International | McLaren-Ford    | MP4/1   | Ford Cosworth DFV 3.0 V8         | M     | 8  | Niki Lauda         | 1                   |
| Marlboro McLaren International | McLaren-Ford    | MP4/1B  | Ford Cosworth DFV 3.0 V8         | M     | 7  | John Watson        | 2-3, 5-16           |
| Marlboro McLaren International | McLaren-Ford    | MP4/1B  | Ford Cosworth DFV 3.0 V8         | M     | 8  | Niki Lauda         | 2-3, 5-16           |
| Team ATS                       | ATS             | D5      | Ford Cosworth DFV V8             | A     | 9  | Manfred Winkelhock | 1-4                 |
| Team ATS                       | ATS             | D5      | Ford Cosworth DFV V8             | A     | 10 | Eliseo Salazar     | 1-4                 |
| Team ATS                       | ATS             | D5      | Ford Cosworth DFV V8             | M     | 9  | Manfred Winkelhock | 5-16                |
| Team ATS                       | ATS             | D5      | Ford Cosworth DFV V8             | M     | 10 | Eliseo Salazar     | 5-16                |
| John Player Team Lotus         | Lotus-Ford      | 87B     | Ford Cosworth DFV V8             | G     | 11 | Elio de Angelis    | 1                   |
| John Player Team Lotus         | Lotus-Ford      | 87B     | Ford Cosworth DFV V8             | G     | 12 | Nigel Mansell      | 1                   |
| John Player Team Lotus         | Lotus-Ford      | 91      | Ford Cosworth DFV V8             | G     | 11 | Elio de Angelis    | 2-3, 5-16           |
| John Player Team Lotus         | Lotus-Ford      | 91      | Ford Cosworth DFV V8             | G     | 12 | Nigel Mansell      | 2-3, 5-8, 10, 12-16 |
| John Player Team Lotus         | Lotus-Ford      | 91      | Ford Cosworth DFV V8             | G     | 12 | Roberto Moreno     | 9                   |
| John Player Team Lotus         | Lotus-Ford      | 91      | Ford Cosworth DFV V8             | G     | 12 | Geoff Lees         | 11                  |
| Ensign Racing                  | Ensign-Ford     | N181    | Ford Cosworth DFV V8             | A     | 14 | Roberto Guerrero   | 1                   |
| Ensign Racing                  | Ensign-Ford     | N181    | Ford Cosworth DFV V8             | P     | 14 | Roberto Guerrero   | 2-3, 5-16           |
| Equipe Renault Elf             | Renault         | RE30B   | Renault-Gordini EF1 1.5 V6 turbo | M     | 15 | Alain Prost        | Todas               |
| Equipe Renault Elf             | Renault         | RE30B   | Renault-Gordini EF1 1.5 V6 turbo | M     | 16 | René Arnoux        | Todas               |
| March Grand Prix Team          | March-Ford      | 821     | Ford Cosworth DFV 3.0 V8         | P     | 17 | Jochen Mass        | 1                   |
| March Grand Prix Team          | March-Ford      | 821     | Ford Cosworth DFV 3.0 V8         | P     | 18 | Raul Boesel        | 1                   |
| Rothmans March Grand Prix Team | March-Ford      | 821     | Ford Cosworth DFV 3.0 V8         | P     | 17 | Jochen Mass        | 2-3, 5              |
| Rothmans March Grand Prix Team | March-Ford      | 821     | Ford Cosworth DFV 3.0 V8         | P     | 18 | Raul Boesel        | 2-3, 5              |
| LBT Team March                 | March-Ford      | 821     | Ford Cosworth DFV 3.0 V8         | P     | 19 | Emilio de Villota  | 5-9                 |
| Rothmans March Grand Prix Team | March-Ford      | 821     | Ford Cosworth DFV 3.0 V8         | A     | 17 | Jochen Mass        | 6-16                |
| Rothmans March Grand Prix Team | March-Ford      | 821     | Ford Cosworth DFV 3.0 V8         | A     | 18 | Raul Boesel        | 6-16                |
| Fittipaldi Automotive          | Fittipaldi-Ford | F8D     | Ford Cosworth DFV 3.0 V8         | P     | 20 | Chico Serra        | 1-3, 5-10           |
| Fittipaldi Automotive          | Fittipaldi-Ford | F9      | Ford Cosworth DFV 3.0 V8         | P     | 20 | Chico Serra        | 11-16               |
| Marlboro Team Alfa Romeo       | Alfa Romeo      | 179D    | Alfa Romeo 1260 3.0 V12          | M     | 22 | Andrea de Cesaris  | 1                   |
| Marlboro Team Alfa Romeo       | Alfa Romeo      | 179D    | Alfa Romeo 1260 3.0 V12          | M     | 23 | Bruno Giacomelli   | 1                   |
| Marlboro Team Alfa Romeo       | Alfa Romeo      | 182     | Alfa Romeo 1260 3.0 V12          | M     | 22 | Andrea de Cesaris  | 2-5, 7-16           |
| Marlboro Team Alfa Romeo       | Alfa Romeo      | 182     | Alfa Romeo 1260 3.0 V12          | M     | 23 | Bruno Giacomelli   | 2-5, 7-16           |
| Marlboro Team Alfa Romeo       | Alfa Romeo      | 182B    | Alfa Romeo 1260 3.0 V12          | M     | 22 | Andrea de Cesaris  | 6                   |
| Marlboro Team Alfa Romeo       | Alfa Romeo      | 182B    | Alfa Romeo 1260 3.0 V12          | M     | 23 | Bruno Giacomelli   | 6                   |
| Equipe Talbot Gitanes          | Ligier-Matra    | JS17    | Matra MS81 3.0 V12               | M     | 25 | Eddie Cheever      | 1-2                 |
| Equipe Talbot Gitanes          | Ligier-Matra    | JS17    | Matra MS81 3.0 V12               | M     | 26 | Jacques Laffite    | 1-2                 |
| Equipe Talbot Gitanes          | Ligier-Matra    | JS17B   | Matra MS81 3.0 V12               | M     | 25 | Eddie Cheever      | 3, 5, 7-8, 10       |
| Equipe Talbot Gitanes          | Ligier-Matra    | JS17B   | Matra MS81 3.0 V12               | M     | 26 | Jacques Laffite    | 3, 5, 7-9           |
| Equipe Talbot Gitanes          | Ligier-Matra    | JS19    | Matra MS81 3.0 V12               | M     | 25 | Eddie Cheever      | 6, 9-16             |
| Equipe Talbot Gitanes          | Ligier-Matra    | JS19    | Matra MS81 3.0 V12               | M     | 26 | Jacques Laffite    | 6, 10-16            |
| Scuderia Ferrari SpA SEFAC     | Ferrari         | 126C2   | Ferrari 021 1.5 V6 turbo         | G     | 27 | Gilles Villeneuve  | 1-5                 |
| Scuderia Ferrari SpA SEFAC     | Ferrari         | 126C2   | Ferrari 021 1.5 V6 turbo         | G     | 27 | Patrick Tambay     | 9-16                |
| Scuderia Ferrari SpA SEFAC     | Ferrari         | 126C2   | Ferrari 021 1.5 V6 turbo         | G     | 28 | Didier Pironi      | 1-12                |
| Scuderia Ferrari SpA SEFAC     | Ferrari         | 126C2   | Ferrari 021 1.5 V6 turbo         | G     | 28 | Mario Andretti     | 15-16               |
| Arrows Racing Team             | Arrows-Ford     | A4      | Ford Cosworth DFV 3.0 V8         | P     | 29 | Brian Henton       | 1-3                 |
| Arrows Racing Team             | Arrows-Ford     | A4      | Ford Cosworth DFV 3.0 V8         | P     | 29 | Marc Surer         | 5-16                |
| Arrows Racing Team             | Arrows-Ford     | A4      | Ford Cosworth DFV 3.0 V8         | P     | 30 | Mauro Baldi        | 1-3, 5-14, 16       |
| Arrows Racing Team             | Arrows-Ford     | A5      | Ford Cosworth DFV 3.0 V8         | P     | 29 | Marc Surer         | 14, 16              |
| Arrows Racing Team             | Arrows-Ford     | A5      | Ford Cosworth DFV 3.0 V8         | P     | 30 | Mauro Baldi        | 15                  |
| Osella Squadra Corse           | Osella-Ford     | FA1C    | Ford Cosworth DFV 3.0 V8         | P     | 31 | Jean-Pierre Jarier | 1-11                |
| Osella Squadra Corse           | Osella-Ford     | FA1C    | Ford Cosworth DFV 3.0 V8         | P     | 32 | Ricardo Paletti    | 1-8                 |
| Osella Squadra Corse           | Osella-Ford     | FA1D    | Ford Cosworth DFV 3.0 V8         | P     | 31 | Jean-Pierre Jarier | 12-16               |
| Theodore Racing Team           | Theodore-Ford   | TY01    | Ford Cosworth DFV 3.0 V8         | A     | 33 | Derek Daly         | 1                   |
| Theodore Racing Team           | Theodore-Ford   | TY02    | Ford Cosworth DFV 3.0 V8         | A     | 33 | Jan Lammers        | 5                   |
| Theodore Racing Team           | Theodore-Ford   | TY02    | Ford Cosworth DFV 3.0 V8         | G     | 33 | Derek Daly         | 2-3                 |
| Theodore Racing Team           | Theodore-Ford   | TY02    | Ford Cosworth DFV 3.0 V8         | G     | 33 | Jan Lammers        | 6-7, 9-11           |
| Theodore Racing Team           | Theodore-Ford   | TY02    | Ford Cosworth DFV 3.0 V8         | G     | 33 | Geoff Lees         | 8                   |
| Theodore Racing Team           | Theodore-Ford   | TY02    | Ford Cosworth DFV 3.0 V8         | G     | 33 | Tommy Byrne        | 12-16               |
| Candy Toleman Motorsport       | Toleman-Hart    | TG181B  | Hart 415T 1.5 L4 turbo           | P     | 36 | Teo Fabi           | 1-2                 |
| Candy Toleman Motorsport       | Toleman-Hart    | TG181C  | Hart 415T 1.5 L4 turbo           | P     | 35 | Derek Warwick      | 1-3                 |
| Candy Toleman Motorsport       | Toleman-Hart    | TG181C  | Hart 415T 1.5 L4 turbo           | P     | 36 | Teo Fabi           | 3, 9-16             |
| Toleman Group Motorsport       | Toleman-Hart    | TG181C  | Hart 415T 1.5 L4 turbo           | P     | 35 | Derek Warwick      | 4, 9-14             |
| Toleman Group Motorsport       | Toleman-Hart    | TG181C  | Hart 415T 1.5 L4 turbo           | P     | 36 | Teo Fabi           | 4, 9-16             |
| Toleman Group Motorsport       | Toleman-Hart    | TG183   | Hart 415T 1.5 L4 turbo           | P     | 35 | Derek Warwick      | 15-16               |

## Calendário
| Prova | Grande Prêmio        | Data           | Local          |
| ----- | -------------------- | -------------- | -------------- |
| 1     | GP da África do Sul  | 24 de janeiro  | Kyalami        |
| 2     | GP do Brasil         | 21 de março    | Jacarepaguá    |
| 3     | GP dos EUA (Oeste)   | 4 de abril     | Long Beach     |
| 4     | GP de San Marino     | 25 de abril    | Ímola          |
| 5     | GP da Bélgica        | 9 de maio      | Zolder         |
| 6     | GP de Mônaco         | 30 de maio     | Monte Carlo    |
| 7     | GP de Detroit        | 6 de junho     | Detroit        |
| 8     | GP do Canadá         | 13 de junho    | Montreal       |
| 9     | GP da Holanda        | 4 de julho     | Zandvoort      |
| 10    | GP da Inglaterra     | 18 de julho    | Brands Hatch   |
| 11    | GP da França         | 25 de julho    | Paul Ricard    |
| 12    | GP da Alemanha       | 8 de agosto    | Hockenheim     |
| 13    | GP da Áustria        | 15 de agosto   | Österreichring |
| 14    | GP da Suíça          | 29 de agosto   | Dijon-Prenois  |
| 15    | GP da Itália         | 12 de setembro | Monza          |
| 16    | GP de Caesars Palace | 26 de setembro | Las Vegas      |

## Resultados

### Grandes Prêmios
| GP | Grande Prêmio        | Pole Position     | Volta mais rápida | Vencedor         | Equipe        | Descrição |
| -- | -------------------- | ----------------- | ----------------- | ---------------- | ------------- | --------- |
| 1  | GP da África do Sul  | René Arnoux       | Alain Prost       | Alain Prost      | Renault       | Detalhes  |
| 2  | GP do Brasil         | Alain Prost       | Alain Prost       | Alain Prost      | Renault       | Detalhes  |
| 3  | GP dos EUA (Oeste)   | Andrea de Cesaris | Niki Lauda        | Niki Lauda       | McLaren-Ford  | Detalhes  |
| 4  | GP de San Marino     | René Arnoux       | Didier Pironi     | Didier Pironi    | Ferrari       | Detalhes  |
| 5  | GP da Bélgica        | Alain Prost       | John Watson       | John Watson      | McLaren-Ford  | Detalhes  |
| 6  | GP de Mônaco         | René Arnoux       | Riccardo Patrese  | Riccardo Patrese | Brabham-Ford  | Detalhes  |
| 7  | GP de Detroit        | Alain Prost       | Alain Prost       | John Watson      | McLaren-Ford  | Detalhes  |
| 8  | GP do Canadá         | Didier Pironi     | Didier Pironi     | Nelson Piquet    | Brabham-BMW   | Detalhes  |
| 9  | GP dos Países Baixos | René Arnoux       | Derek Warwick     | Didier Pironi    | Ferrari       | Detalhes  |
| 10 | GP da Grã-Bretanha   | Keke Rosberg      | Brian Henton      | Niki Lauda       | McLaren-Ford  | Detalhes  |
| 11 | GP da França         | René Arnoux       | Riccardo Patrese  | René Arnoux      | Renault       | Detalhes  |
| 12 | GP da Alemanha       | Didier Pironi     | Nelson Piquet     | Patrick Tambay   | Ferrari       | Detalhes  |
| 13 | GP da Áustria        | Nelson Piquet     | Nelson Piquet     | Elio de Angelis  | Lotus-Ford    | Detalhes  |
| 14 | GP da Suíça          | Alain Prost       | Alain Prost       | Keke Rosberg     | Williams-Ford | Detalhes  |
| 15 | GP da Itália         | Mario Andretti    | René Arnoux       | René Arnoux      | Renault       | Detalhes  |
| 16 | GP de Las Vegas      | Alain Prost       | Michele Alboreto  | Michele Alboreto | Tyrrell-Ford  | Detalhes  |

### Campeonato Mundial de Pilotos
| Pos | Piloto             | RSA | BRA | USW | SMR | BEL | MON | DET | CAN | NED | GBR | FRA | GER | AUT | SUI | ITA | LVS | Pontos |
| --- | ------------------ | --- | --- | --- | --- | --- | --- | --- | --- | --- | --- | --- | --- | --- | --- | --- | --- | ------ |
| 1   | Keke Rosberg       | 5   | DSQ | 2   |     | 2   | Ret | 4   | Ret | 3   | Ret | 5   | 3   | 2   | 1   | 8   | 5   | 44     |
| 2   | Didier Pironi      | 18  | 6   | Ret | 1   | WD  | 2   | 3   | 9   | 1   | 2   | 3   | DNS |     |     |     |     | 39     |
| 3   | John Watson        | 6   | 2   | 6   |     | 1   | Ret | 1   | 3   | 9   | Ret | Ret | Ret | 9   | 13  | 4   | 2   | 39     |
| 4   | Alain Prost        | 1   | 1   | Ret | Ret | Ret | 7   | NC  | Ret | Ret | 6   | 2   | Ret | 8   | 2   | Ret | 4   | 34     |
| 5   | Niki Lauda         | 4   | Ret | 1   |     | DSQ | Ret | Ret | Ret | 4   | 1   | 8   |     | 5   | 3   | Ret | Ret | 30     |
| 6   | René Arnoux        | 3   | Ret | Ret | Ret | Ret | Ret | 10  | Ret | Ret | Ret | 1   | 2   | Ret | 16  | 1   | Ret | 28     |
| 7   | Patrick Tambay     |     |     |     |     |     |     |     |     | 8   | 3   | 4   | 1   | 4   | Ret | 2   | DNS | 25     |
| 8   | Michele Alboreto   | 7   | 4   | 4   | 3   | Ret | 10  | Ret | Ret | 7   | Ret | 6   | 4   | Ret | 7   | 5   | 1   | 25     |
| 9   | Elio de Angelis    | 8   | Ret | 5   |     | 4   | 5   | Ret | 4   | Ret | 4   | Ret | Ret | 1   | 6   | Ret | Ret | 23     |
| 10  | Riccardo Patrese   | Ret | Ret | 3   |     | Ret | 1   | Ret | 2   | 15  | Ret | Ret | Ret | Ret | 5   | Ret | Ret | 21     |
| 11  | Nelson Piquet      | Ret | DSQ | Ret |     | 5   | Ret | NQ  | 1   | 2   | Ret | Ret | Ret | Ret | 4   | Ret | Ret | 20     |
| 12  | Eddie Cheever      | Ret | Ret | Ret |     | 3   | Ret | 2   | 10  | NQ  | Ret | 16  | Ret | Ret | Ret | 6   | 3   | 15     |
| 13  | Derek Daly         | 14  | Ret | Ret |     | Ret | 6   | 5   | 7   | 5   | 5   | 7   | Ret | Ret | 9   | Ret | 6   | 8      |
| 14  | Nigel Mansell      | Ret | 3   | 7   |     | Ret | 4   | Ret | Ret |     | Ret |     | 9   | Ret | 8   | 7   | Ret | 7      |
| 15  | Carlos Reutemann   | 2   | Ret |     |     |     |     |     |     |     |     |     |     |     |     |     |     | 6      |
| 16  | Gilles Villeneuve  | Ret | Ret | DSQ | 2   | DNS |     |     |     |     |     |     |     |     |     |     |     | 6      |
| 17  | Andrea de Cesaris  | 13  | Ret | Ret | Ret | Ret | 3   | Ret | 6   | Ret | Ret | Ret | Ret | Ret | 10  | 10  | 9   | 5      |
| 18  | Jacques Laffite    | Ret | Ret | Ret |     | 9   | Ret | 6   | Ret | Ret | Ret | 14  | Ret | 3   | Ret | Ret | Ret | 5      |
| 19  | Mario Andretti     |     |     | Ret |     |     |     |     |     |     |     |     |     |     |     | 3   | Ret | 4      |
| 20  | Jean-Pierre Jarier | Ret | 9   | Ret | 4   | Ret | NQ  | Ret | Ret | 14  | Ret | Ret | Ret | NQ  | Ret | Ret | DNS | 3      |
| 21  | Marc Surer         |     |     |     |     | 7   | 9   | 8   | 5   | 10  | Ret | 13  | 6   | Ret | 15  | Ret | 7   | 3      |
| 22  | Bruno Giacomelli   | 11  | Ret | Ret | Ret | Ret | Ret | Ret | Ret | 11  | 7   | 9   | 5   | Ret | 12  | Ret | 10  | 2      |
| 23  | Eliseo Salazar     | 9   | Ret | Ret | 5   | Ret | Ret | Ret | Ret | 13  | NQ  | Ret | Ret | NQ  | 14  | 9   | NQ  | 2      |
| 24  | Manfred Winkelhock | 10  | 5   | Ret | DSQ | Ret | Ret | Ret | NQ  | 12  | NQ  | 11  | Ret | Ret | Ret | NQ  | NC  | 2      |
| 25  | Mauro Baldi        | NQ  | 10  | NQ  |     | Ret | NQ  | Ret | 8   | 6   | 9   | Ret | Ret | 6   | NQ  | 12  | 11  | 2      |
| 26  | Chico Serra        | 17  | Ret | NQ  |     | 6   | NPQ | 11  | NQ  | Ret | Ret |     | 11  | 7   | NQ  | 11  | NQ  | 1      |
| 27  | Brian Henton       | NQ  | NQ  | Ret | Ret | Ret | 8   | 9   | NC  | Ret | 8   | 10  | 7   | Ret | 11  | Ret | 8   | 0      |
| 28  | Jochen Mass        | 12  | 8   | 8   |     | Ret | NQ  | 7   | 11  | Ret | 10  | Ret |     |     |     |     |     | 0      |
| 29  | Slim Borgudd       | 16  | 7   | 10  |     |     |     |     |     |     |     |     |     |     |     |     |     | 0      |
| 30  | Raul Boesel        | 15  | Ret | 9   |     | 8   | NPQ | Ret | Ret | Ret | NQ  | NQ  | Ret | NQ  | Ret | NQ  | 13  | 0      |
| 31  | Roberto Guerrero   | NQ  | NQ  | Ret |     | NQ  | NQ  | Ret | Ret | NQ  | Ret | NQ  | 8   | Ret | Ret | NC  | DNS | 0      |
| 32  | Derek Warwick      | Ret | NQ  | NQ  | Ret | Ret | NQ  |     |     | Ret | Ret | 15  | 10  | Ret | Ret | Ret | Ret | 0      |
| 33  | Rupert Keegan      |     |     |     |     |     |     |     |     |     |     |     | NQ  | Ret | Ret | NQ  | 12  | 0      |
| 34  | Geoff Lees         |     |     |     |     |     |     |     | Ret |     |     | 12  |     |     |     |     |     | 0      |
| 35  | Teo Fabi           | NQ  | NQ  | NQ  | NC  | Ret | NPQ |     |     | NQ  | Ret | Ret | NQ  | Ret | Ret | Ret | NQ  | 0      |
| 36  | Riccardo Paletti   | NQ  | NQ  | NQ  | Ret | NPQ | NPQ | Ret | Ret |     |     |     |     |     |     |     |     | 0      |
| 37  | Tommy Byrne        |     |     |     |     |     |     |     |     |     |     |     | NQ  | Ret | NQ  | NQ  | Ret | 0      |
| 38  | Jan Lammers        |     |     |     |     | NQ  | NQ  | NQ  |     | Ret | NQ  | NQ  |     |     |     |     |     | 0      |
| -   | Emilio de Villota  |     |     |     |     | NPQ | NPQ | NQ  | NQ  | NPQ |     |     |     |     |     |     |     | -      |
| -   | Roberto Moreno     |     |     |     |     |     |     |     |     | NQ  |     |     |     |     |     |     |     | -      |
| Pos | Piloto             | RSA | BRA | USW | SMR | BEL | MON | DET | CAN | NED | GBR | FRA | GER | AUT | SUI | ITA | LVS | Pontos |

| Cor        | Resultado             |
| ---------- | --------------------- |
| Ouro       | Vencedor              |
| Prata      | 2.º lugar             |
| Bronze     | 3.º lugar             |
| Verde      | Terminou, nos pontos  |
| Azul       | Terminou, sem pontos  |
| Púrpura    | Ret – Retirou-se      |
| Vermelho   | NQ – Não qualificado  |
| Preto      | DSQ – Desqualificado  |
| Branco     | NL – Não largou       |
| Branco     | C – Corrida cancelada |
| Azul claro | AT – Apenas Treino    |
| Sem cor    | NP – Não participou   |
| Sem cor    | Les – Lesionado       |
| Sem cor    | EX – Excluído         |

### Campeonato Mundial de Construtores
| Pos | Construtor | Chassis | Motor                        | Pneu | GPs | Vitórias | Pódiums | Poles | Subtotal de Pontos | Total de Pontos |
| --- | ---------- | ------- | ---------------------------- | ---- | --- | -------- | ------- | ----- | ------------------ | --------------- |
| 1   | Ferrari    | 126C2   | Ferrari 021 V6 Turbo         | G    | 16  | 3        | 11      | 3     | 74                 | 74              |
| 2   | McLaren    | MP4/1   | Ford Cosworth DFV V8         | M    | 1   |          |         |       | 3                  | 69              |
| 2   | McLaren    | MP4/1B  | Ford Cosworth DFV V8         | M    | 15  | 4        | 8       |       | 66                 | 69              |
| 3   | Renault    | RE30B   | Renault-Gordini EF1 V6 Turbo | M    | 16  | 4        | 8       | 10    | 62                 | 62              |
| 4   | Williams   | FW07C   | Ford Cosworth DFV V8         | G    | 3   |          | 2       |       | 14                 | 58              |
| 4   | Williams   | FW08    | Ford Cosworth DFV V8         | G    | 12  | 1        | 5       | 1     | 44                 | 58              |
| 5   | Lotus      | 91      | Ford Cosworth DFV V8         | G    | 1   |          |         |       |                    | 30              |
| 5   | Lotus      | 91      | Ford Cosworth DFV V8         | G    | 14  | 1        | 1       |       | 30                 | 30              |
| 6   | Tyrrell    | 011     | Ford Cosworth DFV V8         | G    | 16  | 1        | 2       |       | 25                 | 25              |
| 7   | Brabham    | BT50    | BMW M12/13 L4 Turbo          | G    | 13  | 1        | 2       | 1     | 22                 | 22              |
| 8   | Ligier     | JS17    | Matra MS81 V12               | M    | 2   |          |         |       |                    | 20              |
| 8   | Ligier     | JS17B   | Matra MS81 V12               | M    | 4   |          |         |       | 11                 | 20              |
| 8   | Ligier     | JS19    | Matra MS81 V12               | M    | 9   |          |         |       | 9                  | 20              |
| 9   | Brabham    | BT49D   | Ford Cosworth DFV V8         | G    | 1   | 1        | 2       |       | 3                  | 19              |
| 9   | Brabham    | BT49C   | Ford Cosworth DFV V8         | G    | 5   |          | 1       |       | 16                 | 19              |
| 10  | Alfa Romeo | 179D    | Alfa Romeo 1260 V12          | M    | 1   |          |         |       |                    | 7               |
| 10  | Alfa Romeo | 182     | Alfa Romeo 1260 V12          | M    | 15  |          | 1       | 1     | 3                  | 7               |
| 10  | Alfa Romeo | 182B    | Alfa Romeo 1260 V12          | M    | 1   |          |         |       | 4                  | 7               |
| 11  | Arrows     | A4      | Ford Cosworth DFV V8         | P    | 15  |          |         |       | 5                  | 5               |
| 12  | ATS        | D5      | Ford Cosworth DFV V8         | A    | 16  |          |         |       | 4                  | 4               |
| 13  | Osella     | FA1C    | Ford Cosworth DFV V8         | P    | 12  |          |         |       | 3                  | 3               |
| 13  | Osella     | FA1D    | Ford Cosworth DFV V8         | P    | 5   |          |         |       |                    | 3               |
| 14  | Fittipaldi | F8D     | Ford Cosworth DFV V8         | P    | 15  |          |         |       | 1                  | 1               |
| 15  | March      | 821     | Ford Cosworth DFV V8         | P    | 6   |          |         |       | 0                  | 0               |
| 15  | March      | 821     | Ford Cosworth DFV V8         | A    | 9   |          |         |       | 0                  | 0               |
| 16  | Ensign     | N180B   | Ford Cosworth DFV V8         | P    |     |          |         |       |                    | 0               |
| 16  | Ensign     | N181    | Ford Cosworth DFV V8         | P    | 14  |          |         |       | 0                  | 0               |
| 17  | Toleman    | TG181C  | Hart 415T L4 Turbo           | P    | 14  |          |         |       | 0                  | 0               |
| 17  | Toleman    | TG183   | Hart 415T L4 Turbo           | P    | 1   |          |         |       | 0                  | 0               |
| 18  | Theodore   | TY01    | Ford Cosworth DFV V8         | A    | 1   |          |         |       | 0                  | 0               |
| 18  | Theodore   | TY02    | Ford Cosworth DFV V8         | A    | 3   |          |         |       | 0                  | 0               |
| 18  | Theodore   | TY02    | Ford Cosworth DFV V8         | G    | 11  |          |         |       | 0                  | 0               |